# 역사학파 경제학
역사학파(독일어: Historische Schule)는 19세기 중엽 독일에서 등장한 경제학파이다.

## 개요
역사학파 경제학은 프리드리히 리스트(Friedrich List), 빌헬름 로셔(Wilhelm Roscher), 브루노 힐데브란트(Bruno Hildebrand) 등 독일 자본주의의 후진성에 매우 비판적인 의식을 가진 학자들에 의해 발전하였다. 역사학파는 그간 가내 경제 관계에 국한되어 있던 경제학(Ökonomie)에 대한 근본적인 비판을 가했다. 이들은 스스로의 경제학을 국민경제학(Nationalökonomie)이라 명명하였는데, 이는 국민국가 단위의 거시적, 미시적 경제 활동 및 소비와 분배를 총체적인 관점에서 파악하고자 했던 그들의 이념적 경향으로부터 나온 명칭이었다.
이는 한편으로, 영국에서 애덤 스미스나 데이비드 리카도에 의해 형성되었던, 진보적 이성에 기반한 자유주의 경제학을 독일에 적용할 수 없으며, 그러한 경제학 체계의 전면적인 도입이 불가능하다는 비판 의식과 맞닿는 것이었다. 역사학파는 낮은 생산력, 분산된 경제 구조라는 독일의 특수한 제(諸) 사정을 고려한 경제학을 희구했던 것이다.

## 역사
역사학파 경제학은 본래 단일 학문으로서 경제학이 아닌, 독일의 근대사에 대한 비판적 또는 전환적 입장을 갖고 있던 역사법칙주의(歷史法則主義), 낭만주의(浪漫主義) 사조에 기반하여 발전하였다. 여기서 역사법칙주의와 낭만주의는 각각 헤겔과 피히테의 철학 사조와 연관되어 이어져 왔다. 그러나, 그것은 단순히 철학 사조로서의 역사주의와 낭만주의가 아닌, 독일의 국민국가 형성을 위한 ‘통일된 민족 국가’를 위한 작업으로서의 정치적 성격을 다분하게 갖는 것이었다.
역사학파 경제학은 한편으로 자연법칙적(自然法則的) 경제학이다. 즉, 경제 동태를 단순히 개체의 주관 및 자의적 의지의 결과로 보지 않고, 자연 내부의 변증법적 작용 및 그것과 인간 사고의 상호 작용 산물로 본다는 것이다. 역사학파에서 경제는 역사적인 현상과 구분되면서도 동시에 본질적으로는 구분되지 않는, 그것 자체로 역사적인 법칙에 종속되고 그것을 활발히 표현하는 가장 외화된 형태이다. 그리고 이것은 논리적인 영역에서 자연의 법칙적 움직임과 함께 부단히 변화한다. 그러나, 이러한 법칙적 움직임을 파악할 수 있는 주체는 오로지 국가뿐이다. 일반적으로 역사학파는 생산력의 발전과 경제 구조의 선진화의 조건으로서 자연 일반과 사회 일반의 법칙을 파악함을 중시하고, 이러한 총체적 파악이 경제에서 긍정적 순환의 근저를 이룬다고 본다.
따라서, 경제 활동의 총체는 곧 국가적 기능이고 총체적 제도의 효과이다. 결과적으로 역사학파는 경제 운용에서 강력한 보호무역주의와, 노사 협조를 목표로 하는 상호 통제, 통제 경제, 경제적 간섭주의, 생산 과정의 감시와 유통 및 가격 기구의 국가 통제화 등을 추구하게 되었다. 역사학파는 그 정책적 목표가 경제 분야에 국한된 것만은 아니었으며, 사회 정책에도 관여하였다. 그것은 실업과 빈곤 퇴치를 위한 전방위적 프로그램을 진행시키는 것과 관련되었다.
역사학파 경제학은 자유 무역 및 정부의 경제 불간섭 등을 주장하던 19세기 멘체스터 학파와의 논쟁에서 수적으로 열세에 처했지만, 주기적인 경제 위기 속에서 지속적으로 재평가되었고, 때로는 경제 위기를 극복하는 특효약으로 처방된 바 있다.

## 발전
역사학파 경제학은 이후 그 이론적 체계를 그대로 유지하거나 신역사학파 경제학, 강단사회주의 학파, 제도학파 등으로 발전하였다. 정부 정책 및 제도가 경제 향방을 결정한다는 기본 골격을 이루고 있다는 이론을 전개한다는 점에서는 세 학파의 공통점이라 할 수 있겠다.

### 이후 경제학파의 관계
제2차 세계대전 이후 역사학파 경제학과 마르크스주의 경제학과의 관련성에 집중한 학자 일군(주로 공산주의와 파시즘을 동일한 것으로 취급하던 미국의 「전체주의 연구 학파」와 같은 반공주의 계열)이 있었으나, 대체적으로 공통성보다는 차이점과 대립되는 측면이 훨씬 많다는 것이 학계의 일반적 의견이다.
역사학파 경제학이 자연법칙적 경제학이며, 경제학 방법론에 변증논리학을 도입한다는 점(특히, 역사적인 분석·종합과 논리적인 분석·종합을 구분한다는 점에서), 그리고 개인의 주관을 최대한 배제한다는 점에서는 마르크스주의 경제학와 유사하다. 그러나 가치론이 정립되지 않은 역사학파 경제학과 달리, 마르크스주의 경제학의 가치론은 영국에서 스미스와 리카르도에 의해 발전한 그것의 직접적인 연장성을 갖고 있다. 상품을 사용가치와 가치의 내적 모순을 내재한 통일물로 보며, G(화폐)-W(상품)-G'(증식된 화폐)라는 자본의 자기 증식 운동으로서 자본주의 생산 양식을 바라보는 마르크스와 달리 역사학파에서 이러한 관점은 존재하지 않는다.
역사학파의 화폐 이론에서 화폐 판단 기준은 국가통용력과 인위적 강제성이 부여된 교환 매개체이지만, 마르크스주의 경제학의 화폐 이론에서 화폐는 가치를 매개하는 일반적 교환 수단이고, 어떠한 것이 화폐가 되느냐는 물질적 특성(금, 은 등과 같은 화학적 반응성이 낮은 금속)에 의한 자기 운동에 의해 결정된다. 마르크스주의 경제학에서 화폐 이론은 영국 경제학에 전적으로 영향받았지만, 역사학파는 이와 독립적인 화폐 이론을 전개한 셈이다.
무엇보다 역사학파는 자본주의를 영속적인 것으로 파악했다는 점에서 마르크스주의 경제학과 결정적인 차이점을 갖는다고 할 수 있다. 역사학파 경제학에서 국가는 초계급적이면서도 유일하게 합리적일 수 있는 경제 주체이다. 반면, 마르크스주의 경제학에서 국가는 계급 지배의 도구이다. 마르크스에 따르면, 생산력이 생산 관계에 조응하지 못하는 시점에서 국가는 계급 지배를 위해 통치에서의 과학성을 전적으로 사상할 뿐이다.
마르크스주의의 공황론의 경우 그것은 전적으로 시스몽디와 같은 당대 선진 경제학자들의 것에 영향을 받은 것이었음에 반해 역사학파 경제학에는 공황론이 존재하지 않는다. 마르크스가 역사학파 경제학에 관해 직접적으로 남긴 문헌은 없지만, 그의 잉여가치론 관련 논문을 검토할 경우, 역사학파에 대한 마르크스의 진단은 독일적 후진성에서 발생한 경제학에 불과한 것이라는 결론에 도달했을 공산이 크다. 이는 자유 경쟁 자본주의 시기 곡물법 논쟁에서 마르크스가 멘체스터 학파의 부르주아적 선진성에 주목하고, 노동자계급이 이에 동참해야 함을 역설한 것을 보아도 충분히 추론할 수 있을 것이다.

## 같이 보기
- 역사상대주의
- 제도경제학